# Selma Ek
Selma Ek, född 3 september 1856 i Stockholm, död 3 maj 1941 i Stockholm, var en svensk operasångerska (sopran).
Ek studerade sång vid konservatoriet i Stockholm 1873–1878, varefter hon debuterade som Agathe i Friskytten på Operan, där hon var anställd fram till 1890. Hon gästspelade även i Köpenhamn och Berlin.
Hon utförde sopranroller inom både tragedi och komedi, och även om hennes sång inte bedömdes som den helt bra, ansågs hon som bland de mest framträdande dramatiskt begåvade operaartisterna i Sverige med sitt djupa och naturliga spel, särskilt inom Wagner-operor. Hon gjorde bland annat Elsa i Lohengrin, Eva i Mästersångarna i Nürnberg och Elisabeth i Tannhäuser. Bland övriga roller märks donna Elvira och donna Anna i Don Giovanni, Djamileh, Aida, Margareta i Faust och Mefistofeles, och Desdemona i Otello.
Hon avslutade sin anställning vid Operan 1890 men fortsatte gästspela där till 1896.   